# Quo Vadis (1913)
Quo Vadis é um filme épico italiano de 1913, baseado no romance de Henryk Sienkiewicz, tendo por tema o martírio dos cristãos na Roma Antiga, à época do imperador Nero.

## Sinopse
Produzido em uma época na qual os recursos cinematográficos ainda eram acanhados, todas as tomadas de cena são estacionárias, o que não o impediu de tornar-se um grande sucesso de público, tanto na Europa quanto no continente americano. De um modo geral, ele se mantém fiel ao romance de Sienkiewicz, salvo na última parte, quando o apóstolo Pedro se destaca dos demais personagens.
O filme custou cerca de meio milhão de liras, mas arrecadou vinte vezes mais. Nos Estados Unidos, sua renda chegou a 150 mil dólares. Em Paris, foi apresentado com o acompanhamento musical de Jean Nouguès, interpretado por um coro de 150 vozes.

## Elenco
- Amleto Novelli ... Marco Vinicio
- Gustavo Serena ... Petrônio
- Lea Giunchi ... Ligia
- Carlo Cattaneo ... Nero
- Augusto Mastripietri ... Pedro
- Bruto Castellani ... Ursus
- Amelia Cattaneo ... Eunice
- Cesare Moltini ... Tigelino
- Olga Brandini	... Popeia
- Ignazio Lupi ... Aulo Pláucio